# Hiroyoshi Tenzan
Hiroyoshi Yamamoto (弘義山本, Yamamoto Hiroyoshi) (né le 23 mars 1971 à Kyōto) plus connu sous le nom d'Hiroyoshi Tenzan (天山広吉, Tenzan Hiroyoshi) est un catcheur (lutteur professionnel) japonais travaillant actuellement à la New Japan Pro Wrestling.

## Carrière

### Débuts
Hiroyoshi Yamamoto a débuté à la New Japan Pro Wrestling. En janvier 1991 face à Osamu Matsuda. En 1993, après avoir remporté la Young Lions Cup, la NJPW envoie Yamamoto en Europe ; l'une des étapes l'arrête à la Catch Wrestling Association en Autriche, où en juillet 1993, il bat Lance Storm pour devenir le premier CWA World Junior Heavyweight Champion. Quelques semaines plus tard, il perd sa ceinture face à Storm. Trois mois plus tard, il récupère son titre et le perd une nouvelle fois face à Storm.

### New Japan Pro Wrestling
Après avoir passé 2 ans en Europe, Yamamoto retourne à la NJPW le 4 janvier 1995, au Tokyo Dome, sous son nouveau nom : Hiroyoshi Tenzan. Tenzan fait équipe avec Masahiro Chōno sous le nom de Team Wolf. En juin 1995, Tenzan et Chōno remportent les ceintures IWGP Tag Team Championship lors d'un tournoi, il laisse les ceintures vacantes, à la suite de la mort du père de Chōno.
Tenzan fait un bref passage à la World Championship Wrestling, où il bat le "Macho Man" Randy Savage à Starrcade '95: World Cup of Wrestling.
En juillet 1996, Tenzan et Chōno remportent une nouvelle fois les ceintures IWGP Tag Team, en battant Kazuo Yamazaki et Takashi Iizuka. Ils perdent 5 mois plus tard face à Tatsumi Fujinami et Kengo Kimura. Plusieurs semaines après, Tenzan et Chōno fondent la nWo Japan. Pour le reste de l'année 1997, Tenzan et la nWo Japan continue la nWo tradition d'attaquer les ennemis.
En juillet 1998,  Tenzan et Chōno remportent le tournoi et les ceintures par équipe. Puis battent Genichiro Tenryu et Shiro Koshinaka. Tenzan a s'attaquer à Tenryu et Koshinaka. Les deux équipes s'affrontent au Tokyo Dome en janvier 1999, avec Tenzan & Kojima battent Koshinaka & Tenryu pour les ceintures IWGP Tag-Team. Plusieurs mois plus tard, Koshinaka récupère les ceintures de Tenzan & Kojima, avec son partenaire Kensuke Sasaki.  Tenzan continue de catcher à la NJPW, s'attaquant à Koshinaka, Masahiro Chōno, Manabu Nakanishi, et bien d'autres. Il bat Wild Pegasus au Tokyo Dome en janvier 2000.
En juillet 2000, Tenzan, fait équipe avec Kojima, et remportent les ceintures IWGP Tag Team pour la 5e fois, sur  Manabu Nakanishi et Yuji Nagata. Tenzan & Kojima s'attaquent à Nakanishi & Nagata. Le 24 février 2002, Tenzan participe à WWA The Revolution pay-per-view de Las Vegas, Nevada où il bat Disco Inferno. Tenzan remportent une nouvelle fois le titre IWGP Tag Team Titles en mars 2002 avec Masahiro Chōno et en décembre 2003 avec Osamu Nishimura.
En novembre 2003, Tenzan remporte finalement le titre suprême de la NJPW, le IWGP Heavyweight Championship, en battant Yoshihiro Takayama. Il la remportera par 3 fois (en février 2004 sur Genichiro Tenryu, décembre 2004 sur Kensuke Sasaki et en mai 2005 sur Satoshi Kojima).
Il perd le titre face à Kojima dans un match « champion vs. champion » où Kojima est AJPW Triple Crown Heavyweight Champion. Tenzan bat Kojima dans un match retour trois mois plus tard. Il perd la ceinture face à Kazuyuki Fujita le 18 juillet 2005.
Tenzan participe au tournoi G1 de 2005, et arrive en demi-finale. En octobre 2005, Tenzan et Chōno remportent le IWGP Tag Team Title pour la 5e fois face à Hiroshi Tanahashi et Shinsuke Nakamura.
Le 13 août 2006, Tenzan bat Satoshi Kojima en finale du 2006 G1 Climax. Avec son mentor, Masahiro Chōno, Tenzan fonde le GBH ("Great Bash Heel" ou "Great Big Head"); composé de Tenzan, Togi Makabe, Shiro Koshinaka, Toru Yano, Tomohiro Ishii et Tomoaki Honma.

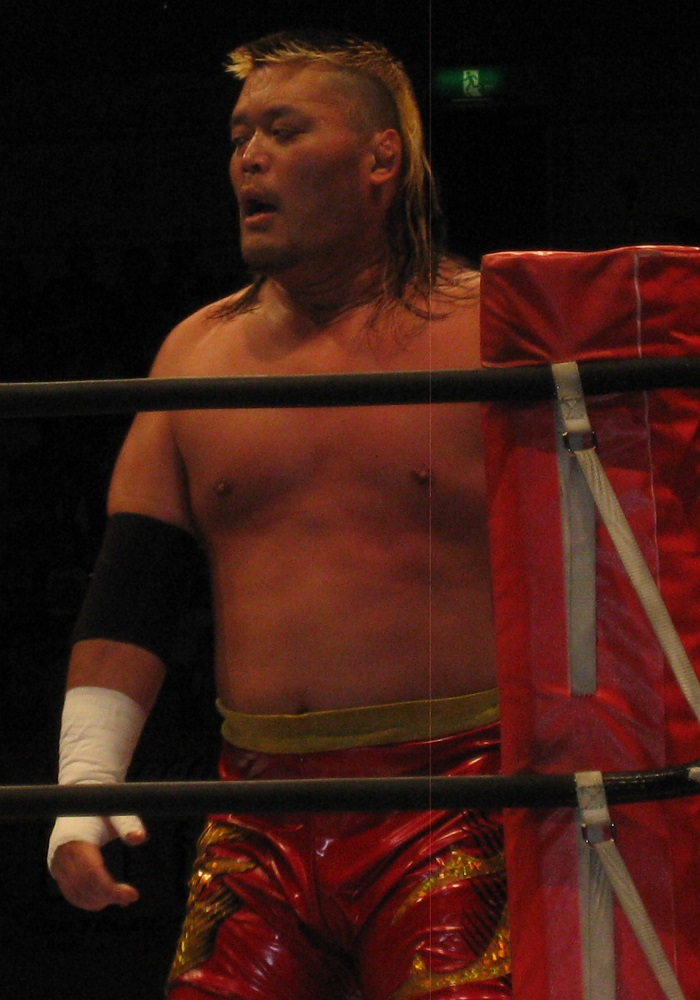
Tenzan en Juin 2014.

Depuis son retour à la New Japan en mai 2009,  il a été blessé au cou. Lors Wrestle Kingdom V, il bat Takashi Iizuka dans un match appelé "Deep Sleep to Lose" (Sommeil profond à la défaite) à la suite de son Anaconda Cross.
Lors de Wrestle Kingdom VI, ils battent Bad Intentions (Giant Bernard et Karl Anderson) et remportent les IWGP Tag Team Championship pour la troisième fois. Lors de The New Beginning 2012, ils conservent les titres contre Bad Intentions. Le 18 mars, ils conservent les titres contre Suzuki-gun (Lance Archer et Yoshihiro Takayama).Lors de Wrestling Dontaku 2012, ils perdent les titres contre Chaos (Takashi Iizuka et Toru Yano). Le 22 juillet, ils battent Chaos (Takashi Iizuka et Toru Yano) et remportent les vacants IWGP Tag Team Championship pour la quatrième fois. Lors de King Of Pro-Wrestling 2012, ils perdent les titres contre Killer Elite Squad (Davey Boy Smith, Jr. et Lance Archer).
En décembre, ils arrivent en finale de la World Tag League 2013 mais ils ne remportent pas le tournoi à la suite de leur défaite contre Bullet Club (Doc Gallows et Karl Anderson). Lors de The New Beginning in Hiroshima, il perd contre Michael Tarver,.Lors d'Invasion Attack 2014, lui et Satoshi Kojima battent Jax Dane et Rob Conway et remportent les NWA World Tag Team Championship. Le 13 avril, ils conservent les titres contre Jax Dane et Rob Conway,. Lors de Back to the Yokohama Arena, ils conservent les titres contre Wes Brisco et Rob Conway et Killer Elite Squad. Lors de Dominion 6.21, ils conservent les titres contre Killer Elite Squad. Il participe fin juillet au tournoi G1 Climax où il remporte quatre des dix rencontres effectuées, perdant notamment contre le IWGP Heavyweight Champion A.J. Styles,. Lors de Destruction in Okayama, lui et Satoshi Kojima conservent leur titres contre Manabu Nakanishi et Yūji Nagata. Lors de King of Pro-Wrestling 2014, ils perdent les titres contre Killer Elite Squad.
Lors de The New Beginning in Sendai 2015, il bat Rob Conway et remporte le NWA World Heavyweight Championship. Le 21 mars, il conserve son titre contre Satoshi Kojima. Lors de NJPW Wrestling Hinokuni, il conserve son titre contre Big Daddy Yum Yum. Lors de NWA Top Of Texas International Showdown, il conserve son titre contre Nathan Briggs. Le 29 août, il perd le titre contre Jax Dane.
Lors d'Invasion Attack 2016, il perd contre Katsuyori Shibata et ne remporte pas le NEVER Openweight Championship. Le 6 mars 2017, lui et Satoshi Kojima battent Chaos (Tomohiro Ishii et Toru Yano) et remportent les IWGP Tag Team Championship pour la sixième fois. Lors de Sakura Genesis 2017, ils perdent les titres contre War Machine (Hanson et Raymond Rowe).

## Palmarès et accomplissements
- All Japan Pro Wrestling

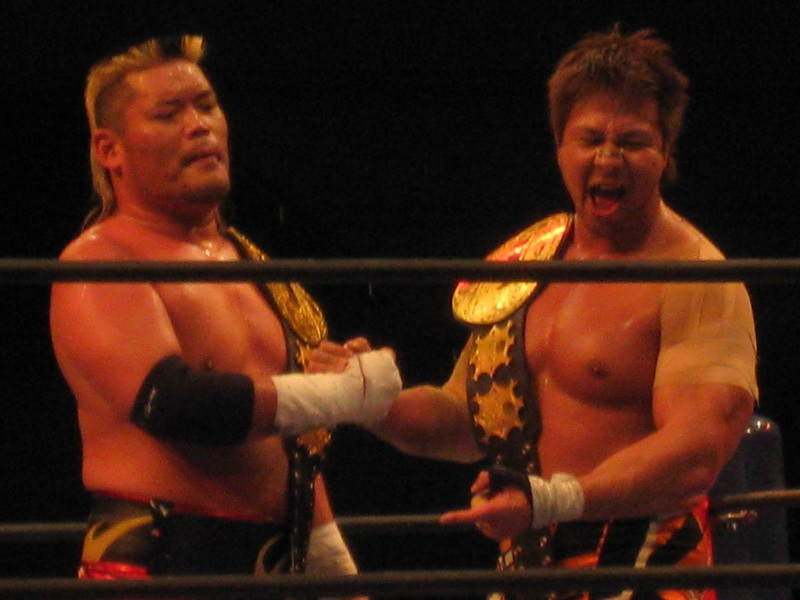
Tenzan et Satoshi Kojima en tant que IWGP Tag Team Champions en Février 2012.

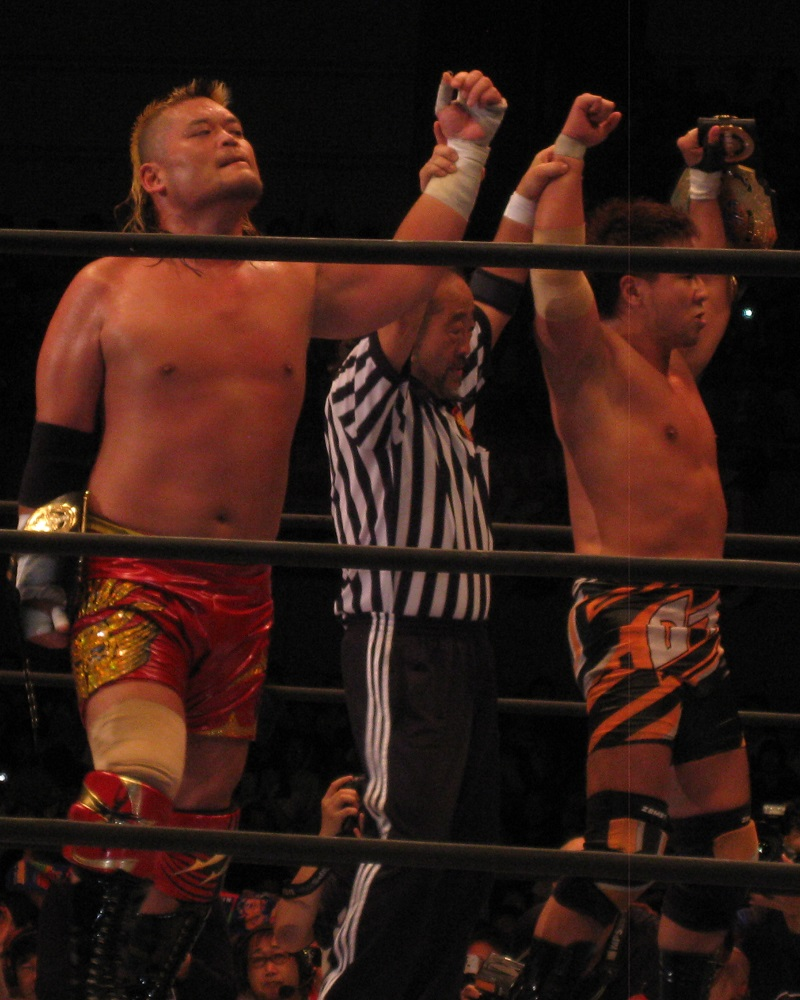
Tenzan et Satoshi Kojima en tant que NWA World Tag Team Champions en Juin 2014.

  - Real World Tag League (2006, 2008) avec Satoshi Kojima

- New Japan Pro Wrestling
  - 4 fois IWGP Heavyweight Championship
  - 12 fois IWGP Tag Team Championship avec Masahiro Chōno (5), Satoshi Kojima (6) et Osamu Nishimura (1)
  - G1 Climax (2003, 2004, 2006)
  - G1 Climax Tag League (2001, 2008) avec Satoshi Kojima
  - G1 Climax Tag League (2003) avec Osamu Nishimura
  - Super Grade Tag League (1995) avec Masahiro Chōno
  - Young Lion Cup (1993)

- National Wrestling Alliance
  - 1 fois NWA World Heavyweight Championship
  - 1 fois NWA World Tag Team Championship avec Satoshi Kojima

- PREMIUM 
  - Yuke's Cup Tag Tournament (2008) avec Shinjiro Otani
- Catch Wrestling Association 
  - CWA World Junior Heavyweight Championship (2 fois)
- Power Slam
  - PS 50 : 1997/31, 2001/15, 2002/22, 2003/15, 2004/17, 2005/37, 2006/42

- Pro Wrestling Illustrated
  - Classé 10e des 500 meilleurs catcheurs en 2005

- Wrestling Observer Newsletter awards 
  - Tag Team of the Year (2001) avec Satoshi Kojima